# John Roberts (historien)
Pour les articles homonymes, voir John Roberts et Roberts.
John Morris Roberts, connu sous le diminutif J. M. Roberts, est un historien britannique aux travaux largement publiés. De 1979 à 1985, il est vice-chancelier de l'Université de Southampton et, de 1985 à 1994, directeur du Merton College à Oxford. Il est aussi connu pour être l'auteur et le présentateur de la série télévisée de la BBC Le triomphe de l'Ouest, diffusée à partir de 1985.

## Biographie
John Morris Roberts, fils d'un employé de grand magasin, est né le 14 avril 1928 à Bath. Il fait ses études au collège Tauton avant de gagner une bourse au Keble College et d'être lauréat en Histoire Moderne en 1948. Après son service militaire, il est élu à la bourse du Magdelen College d'Oxford, où il fait une thèse de doctorat sur la République Italienne instaurée par Napoléon Bonaparte.
En 1953, il est élu comme boursier et tuteur en Histoire moderne au Merton College. La même année, il part à Princeton et Yale en tant que boursier du Commonwealth Fund, où il étend ses intérêts au-delà de l'histoire européenne. Il retourne en Amérique trois fois à la suite d'invitations dans les années 1960. En 1964, il donne des conférences pour le Conseil Britannique en Inde et, de 1966 à 1977, est rédacteur adjoint de la Revue Historique Anglaise.
De 1979 à 1985, John Roberts est vice-chancelier de l'Université de Southampton où il se sent contraint de faire des coupures impopulaires (dans les lettres classiques et la théologie). Il pouvait être une figure intimidante, voire terrifiante, mais est décrit par ses collègues comme "un homme bon, très bon, en-dessous de tout ça".
John Roberts n'hésite pas à réaliser des projets ambitieux et, en 1976, publie Histoire du Monde, régulièrement adapté au cours des dernières années et toujours imprimé aujourd'hui. Le Supplément Littéraire du Times le décrit comme "le maitre des grandes lignes". En 1985, il écrit et présente la série de BBC Le triomphe de l'Ouest, une série en 13 épisodes qui dépeint un panorama historique général mais évite les réponses simplistes, encourageant les téléspectateurs à réfléchir et tirer leurs propres conclusions. Plus tard, il sert de conseiller historique pour la série Le Siècle des Peuples, produit par la BBC.

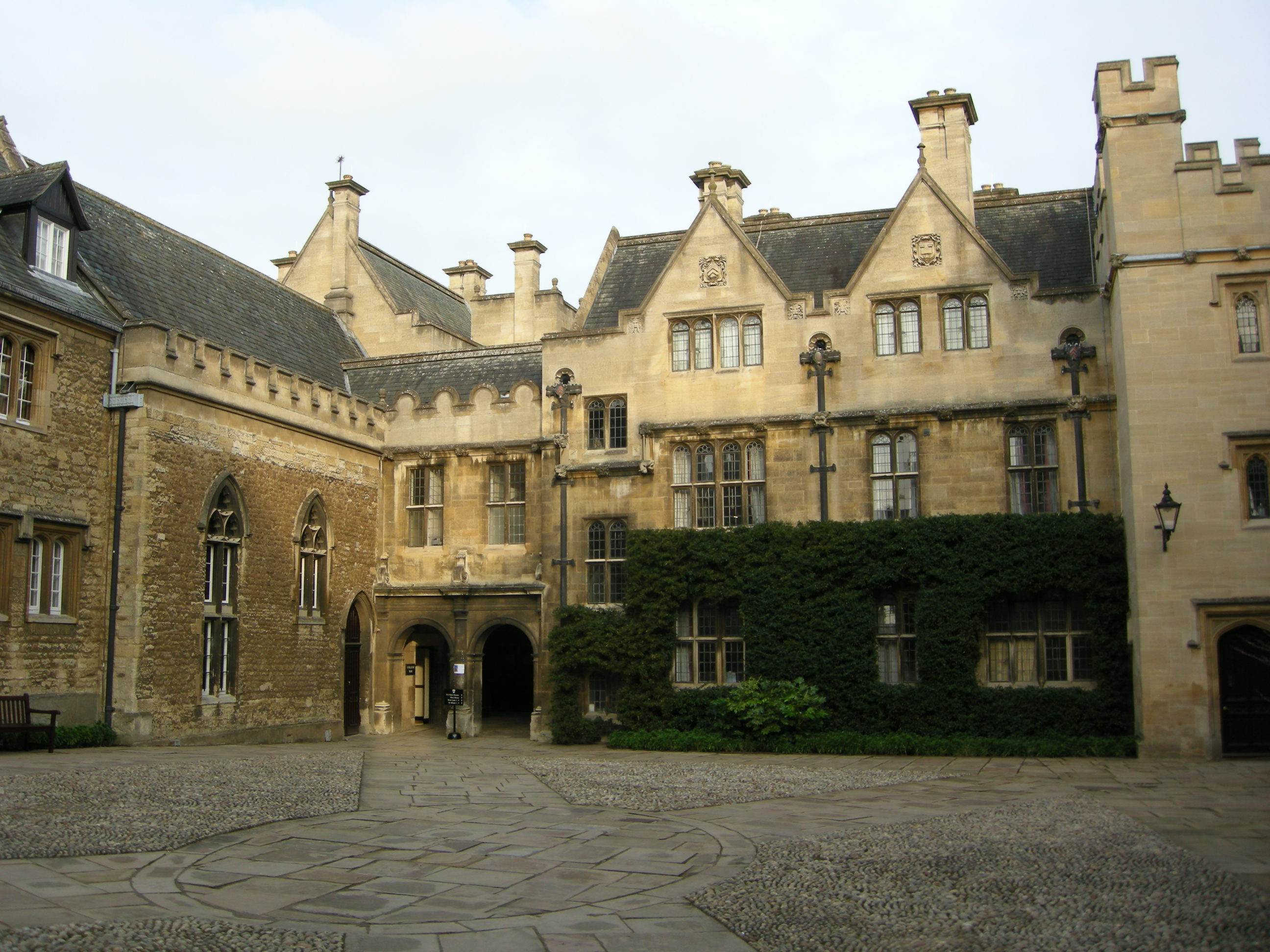
Façade avant du Merton College

De 1985 à 1994, John Roberts est directeur du Merton College d'Oxford où il devient une figure importante de l'expansion et du développement des études post-universitaires. Il devient aussi directeur de la BBd entre 1988 et 1993 et administrateur de la Rhodes House entre 1988 et 94. En 1994, John Roberts prend sa retraite et retourne dans son Somerset natal.
En 1996, John Roberts est nommé Commandeur de l'Empire britannique pour "ses services à l'éducation et l'Histoire" et Chevalier de l'Ordre du Mérite de la République Italienne en 1991.
John Roberts meurt en 2003 à Roadwater dans le Somerset, peu de temps après avoir complété la quatrième édition de sa Nouvelle Histoire du Monde.

## Héritage
L'année de sa mort, le Fond John Roberts est établi en son honneur au Merton College, avec l'objectif d'augmenter les aides financières disponibles pour les étudiants et les diplômés. 
Lorsque son livre Mythologie des sociétés secrètes est republié en 2008, la quatrième de couverture contenait le message suivant : "Nous vivons dans une période où les théories complotistes sont très répandues et où la notion de plan secrets pour la domination du monde sous couvert de cultes religieux ou des sociétés secrètes n'a peut-être jamais été autant prise au sérieux."

## Vie privée
Le 10 septembre 1960, John Roberts épouse Mariabella Rosalind Gardiner à Milton Abbas. Le mariage est dissous en 1964. Le 29 août 1964 à Oxford, il épouse Judith Cecilia Mary Armitage, une enseignante, avec qui il a un fils et deux filles,.

## Œuvres
- Europe: 1880–1945 (Londres: Longmans, 1967. Deuxième édition corrigée et révisée, 1970. Troisième édition, 2000 (ISBN 0582357454) )
- Mythologie des sociétés secrètes (1972; réimpression, Watkins, 2008 (ISBN 978-1-905857-44-9) )
- Histoire du monde (New York: Knopf, 1976). (ISBN 0-394-49675-2)
- Révolution et amélioration: le monde occidental, 1775–1847 (Londres: Weidenfeld et Nicolson, 1976). (ISBN 0-297-77048-9)
- La Révolution française ( Oxford : Oxford University Press, 1978). (ISBN 0-19-289069-7)
- Une Histoire du Monde illustrée (Harmondsworth: Penguin, 1980. 8 volumes)
- L'Âge des Bouleversements: Le Monde depuis 1914 (Harmondsworth: Penguin, 1981). (ISBN 0-14-064008-8)
- Le triomphe de l'Occident: l'origine, la montée et l'héritage de la civilisation occidentale (Londres: British Broadcasting Corporation, 1985). (ISBN 0-563-20070-7)
- Une brève histoire du monde (1993). (ISBN 0-1951-1504-X)
- Une Histoire de l'Europe (New York: 1996). (ISBN 0-7139-9204-2)
- L'ère des traditions divergentes (Londres: Time-Life, 1998). (ISBN 0-7054-3660-8)
- L'âge de la révolution (Londres: Time-Life, 1998). (ISBN 0-7054-3690-X)
- Asie de l'Est et Grèce classique (Londres: Time-Life, 1998). (ISBN 0-7054-3640-3)
- L'Histoire du vingtième siècle (1999). (ISBN 0-1402-7631-9)
- Vingtième siècle: une histoire du monde de 1901 à nos jours (Londres: Allen Lane, 1999). (ISBN 0-7139-9257-3)
- La nouvelle Histoire du Monde (6e édition, 2013 (ISBN 0195219279) )